# Río Jiloca
El río Jiloca es un curso de agua de la parte centro-oriental de España, afluente del Jalón, tributario a su vez del Ebro. Su curso transcurre por las provincias de Teruel y Zaragoza y por las comarcas de Comunidad de Teruel, Jiloca, Campo de Daroca y Comunidad de Calatayud. Tiene una longitud de 126 km y drena una cuenca de 2957 km². Su caudal en Calatayud es de 293 hm³/año, pero a lo largo del año hidrológico este caudal es muy irregular, con un estiaje muy marcado, y máximos en otoño y primavera. El río nace en la Fuente de Cella y desemboca en el río Jalón en Calatayud.

## Geografía
Aparece descrito, como «río Cella», en el sexto volumen del Diccionario geográfico-estadístico-histórico de España y sus posesiones de Ultramar de Pascual Madoz con las siguientes palabras:

CELLA: r. en la prov. de Teruel, part. jud. de Albarracin, nace al N. á dist. de 285 varas de la v. de su nombre, de una sola fuente circunvalada con hermosa cerca ó pretil de piedra silleria; tiene 44 varas de long. y 31 de lat., fué construida en el año 1729 por un ingeniero, que por acuerdo de la aud. de Aragon fué con este objeto acompañado por un individuo de su seno, en virtud de reclamaciones, que de resultas de las enfermedades que producia la estancacion de sus aguas, hicieron los pueblos limitrofes. Mana en cada minuto 6,732 pies cúbicos, cuyo caudal aumenta con otros manatiales. Divídense sus aguas en tres acequias principales, que corren todas en direccion N. atravesando una vasta llanura, con las que riega sobre 13,000 fan. de tierra de cultivo y pradieria. Una de estas acequias, llamada del Condo, pasa por las inmediaciones de Villarquemado, Torremocha y Torrelacarcel: la otra llamada de la Granja corre por las inmediaciones de Santa Eulalia y Alaba, y la tercera que se llama r. ó acequia madre, porque recoge los pequeños manantiales y aguas que se filtran de las otras dos, lleva su curso por el centro en direccion N. Esta se divide en dos á la inmediacion de la ermita de la Virgen del Molino, y confluye una de ellas con la del Condo á 1/2 leg. de Torrelacarcel; la otra que conserva el nombre de Acequia madre, une sus aguas á la misma, á unos 3/4 leg. del punto indicado y á pocos pasos lo verifica la de la Granja, formando desde este punto un solo cáuce ó r. que pasa á la inmediacion de Villafranca, en cuyo confin sale del part. de Albarracin, y recibe las aguas de las llamadas Hojas de Monreal en el part. de Calamocha, donde cambia su nombre por el de Jiloca (V.). Las vegas de los pueblos que baña hasta Villafranca inclusive, pueden graduarse con 28,000 ó 30,000 fan. Su riego se hace con regularidad y conforme á las ordenanzas particulares establecidas por los mismos pueblos, los cuales tienen detallados sus dias y horas en que deben regar. Hay para el efecto en cada pueblo dos encargados con el título de Conservadores, y su interventor, quienes nombran sus respectivos regadores de oficio, y llevan la cuenta y razon de todos los gastos que ocasiona el riego, limpia y reparo de acequias, que á su tiempo reparten todos los herederos con proporcion á las tierras que participan de este beneficio. Hay ademas un juez protector, presidente de la junta de aguas de todo aquel terr., cuyo cargo lo ejercia antes el corregidor de la c. de Teruel, y en el dia lo desempeña el gefe politico de la prov. que anualmente hace su visita, y reunido con los conservadores é interventores de los siete pueblos, liquidan sus cuentas y resuelven lo conveniente sobre las reclamaciones que ocurren acerca del riego. Estas juntas se celebran en el santuario de Ntra. Sra. del Molino, térm. de Sta. Eulalia. Las aguas corren sin interrupcion, y solo escasean en tiempos de mucha sequia, lo que sucede rara vez; por el contrario, recibe considerable aumento con las lluvias y nieves tan frecuentes en el pais, y aun se advierte en varias épocas incremento en su corriente, sin que haya llovido ni nevado en muchas leguas al contorno, si bien este fenómeno tiene siempre lugar despues de haber ocurrido grandes lluvias en Castilla y prov. sept. Cria bastantes truchas, barbos y algunas anguilas, y da movimiento, mientras conserva su primer nombre, á 2 molinos harineros en Cella, uno en Villarquemado, uno en Santa Eulalia, uno en Torrelacarcel, y uno en Villafranca. Los puentes que le cruzan son de poca importancia, y á escepcion de alguno, hecho y sostenido á espensas comunes, los demas debe repararlos cada pueblo en su respectivo término.
(Madoz, 1847a, p. 303)

En el noveno tomo, se habla también, bajo la denominación de «río Jiloca».

JILOCA: r. cuyo origen lo tiene de una fuente que se forma inmediata á la v. de Cella en la prov. de Teruel, part. jud. de Albarracin; las circunstancias de su nacimiento y curso hasta llegar á los Hojos de Monreal enel part. de Calamocha, donde ya toma el nombre que nos sirve de epígrafe á este art., pueden verse en la descripcion del r. Cella.; ahora nos concretamos á seguir sus corrientes desde el punto en que entonces lo dejamos hasta su desagüe ó confluencia en el Jalon. Saliendo de Monreal del Campo continúa en direccion de S. á N. por Torrijo y Caminreal hasta Fuentes Claras, donde se aumentan sus aguas con las que nacen de diversos manantiales y las que lleva un riach. que viene de Rifa, sigue despues por el Poyo, á quien se deja á la izq., y entre Calamocha y Luco se le incorpora el r. Navarrete por junto á Ntra. Sra. de Enredos-aguas; este en tiempo de lluvias y tronadas da un aumento considerable al Jiloca; continúa despues por Burbáguena y Báguena por San Martin del Rio y Villanueva, y deja el part. de Calamocha pasando al de Daroca, prov. de Zaragoza; desde aquella v. empieza á inclinar su curso en direccion NO., y atravesando los térm. de los pueblos de Manchones, Murero, Villafeliche, Monton y Morata se introduce en el de Calatayud y por Velilla, Fuentes y Maluenda llega á un heredamiento llamado Torre de la Fuente, muy próximo á aquella c., donde se mezcla y confunde con el Jalon. Las aguas de este r. se aprovechan con utilidad, pues desde su nacimiento empiezan á regar las tierras que se encuentran en ambas riberas, ya de una prov. como de otra, asi del part. de Albarracin como de los de Daroca y Calatayud: en su curso de 18 leg. se le agregan diversos ramblizos y nacimientos y el r. Navarrete, con cuyos afluentes lleva siempre una cantidad de agua suficiente para el beneficio de los terrenos mencionados, y para mover los batanes de paño en Cella, otro en Caminreal, varios en Calamocha, un lavadero de lanas en el Poyo, otro en el precitado Calamocha, un molino de papel de estraza y cartones, un martinete de alambre en Luco, en Villafeliche varios molinos de pólvora, y porcion de harineros en todos los pueblos por donde corre. Se le atraviesa por un puente de piedra en Báguena y Daroca, de tres arcos, y en otros diversos parages tiene varios de madera y de poca consideracion. Cria muchas truchas, barbos, madrillas y cangrejos.
(Madoz, 1847b, p. 635)

### Nacimiento

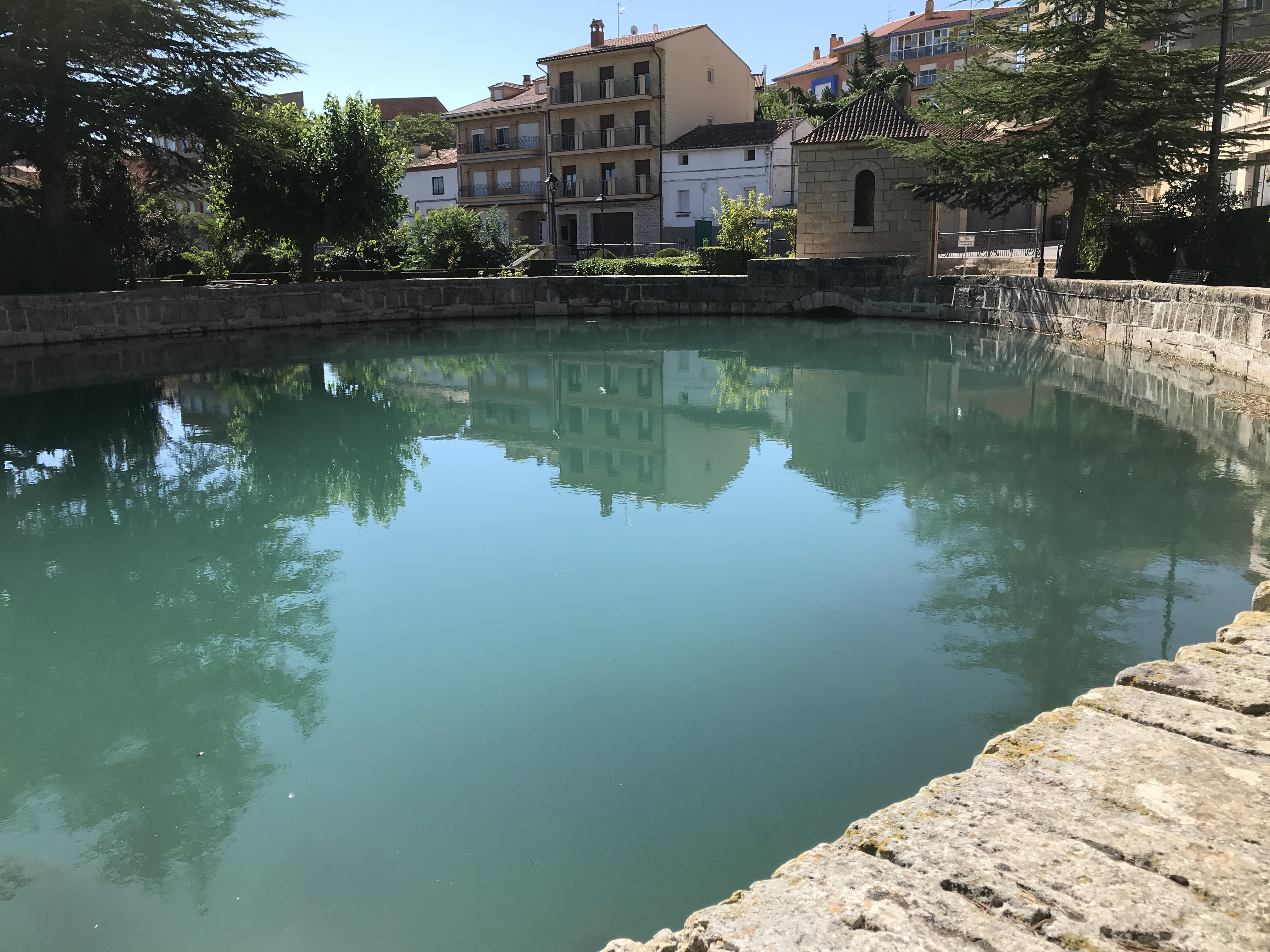
Nacimiento del río Jiloca en Fuente de Cella

El río Jiloca nace en la fuente de Cella, un pozo artesiano a los pies de la sierra de Albarracín. Durante el siglo XVIII se canalizó el tramo de Cella a Monreal del Campo, cuando se desecaron la Laguna del Cañizar de Villarquemado y las Balsas de Alba. Según algunas tesis, el río hasta entonces fluía en este tramo como una masa de agua subterránea.

### Curso del río
Desde el nacimiento en la fuente de Cella toma dirección norte. A su paso por la localidad de Monreal del Campo, el río Jiloca recibe uno de los aportes hídricos más importantes de cauce, del manantial conocido como los Ojos de Monreal, también llamado Ojos del Jiloca. Este manantial está formado por un conjunto de oquedades circulares de unos tres metros de profundidad, unidas entre sí por canales, de las que surge un caudal de agua, a menudo muy superior al que habitualmente lleva el río Jiloca en la zona.

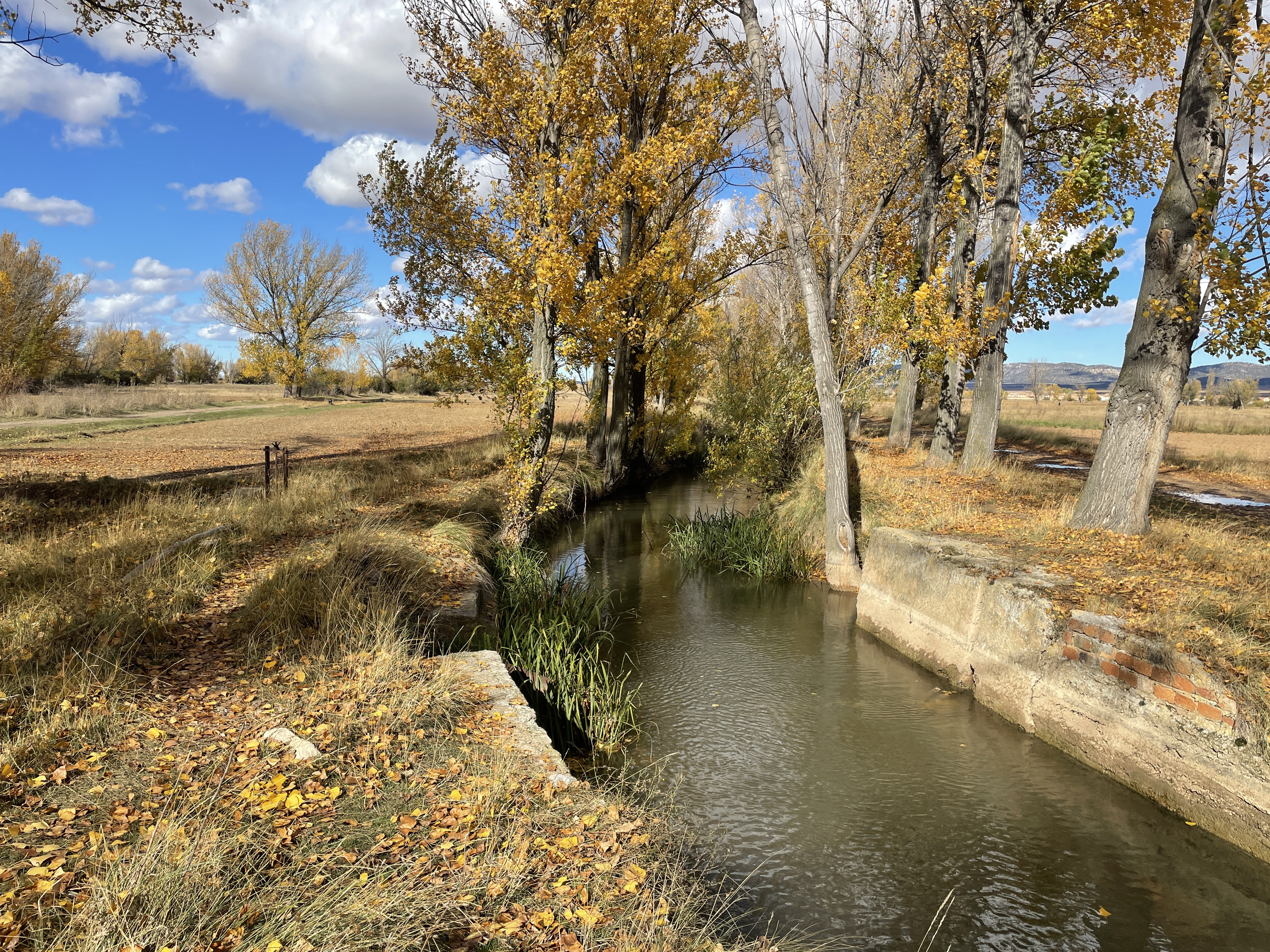
Vista del río a su paso por Santa Eulalia del Campo

A la entrada de la localidad de Luco de Jiloca, junto al Puente Romano de esta localidad, el Jiloca recibe su único afluente, el río Pancrudo, que nace 46 km antes en la sierra de la Costera. Su cuenca hidrográfica es estrecha, y está formada fundamentalmente por fuentes o manantiales, ramblas y torrentes, lo que hace que tenga un caudal muy variable a lo largo del año hidrológico.
Aunque los primeros estudios fueron realizados en torno a 1913, fue en 2009 cuando finalizaron las obras del pantano de Lechago, situado entre los términos municipales de Lechago y Luco de Jiloca. Se trata de un embalse de riego, con capacidad para almacenar 18,5 hm³ de agua, que acumula los irregulares caudales del río Pancrudo. El principal tributario de este pantano es el Jiloca en la desembocadura del río Pancrudo a escasos 1300 metros de la salida del embalse. Además de las aguas del río Pancrudo, este embalse recoge también aguas excedentarias del Jiloca durante los periodos de otoño, invierno y primavera, que son elevadas hasta el mismo desde una estación de bombeo situada en un punto del río muy próximo al embalse, aguas arriba. Durante las épocas estivales, estas aguas son desembalsadas, junto a las del río Pancrudo, de nuevo al río Jiloca para garantizar los riegos de la cuenca. 
A partir de la desembocadura del río Pancrudo la cuenca se estrecha hasta llegar a Daroca, donde se abre un pequeño valle, muy rico en todo tipo de cultivos de regadío, especialmente en frutales, que llega hasta su desembocadura en el río Jalón en Calatayud. 

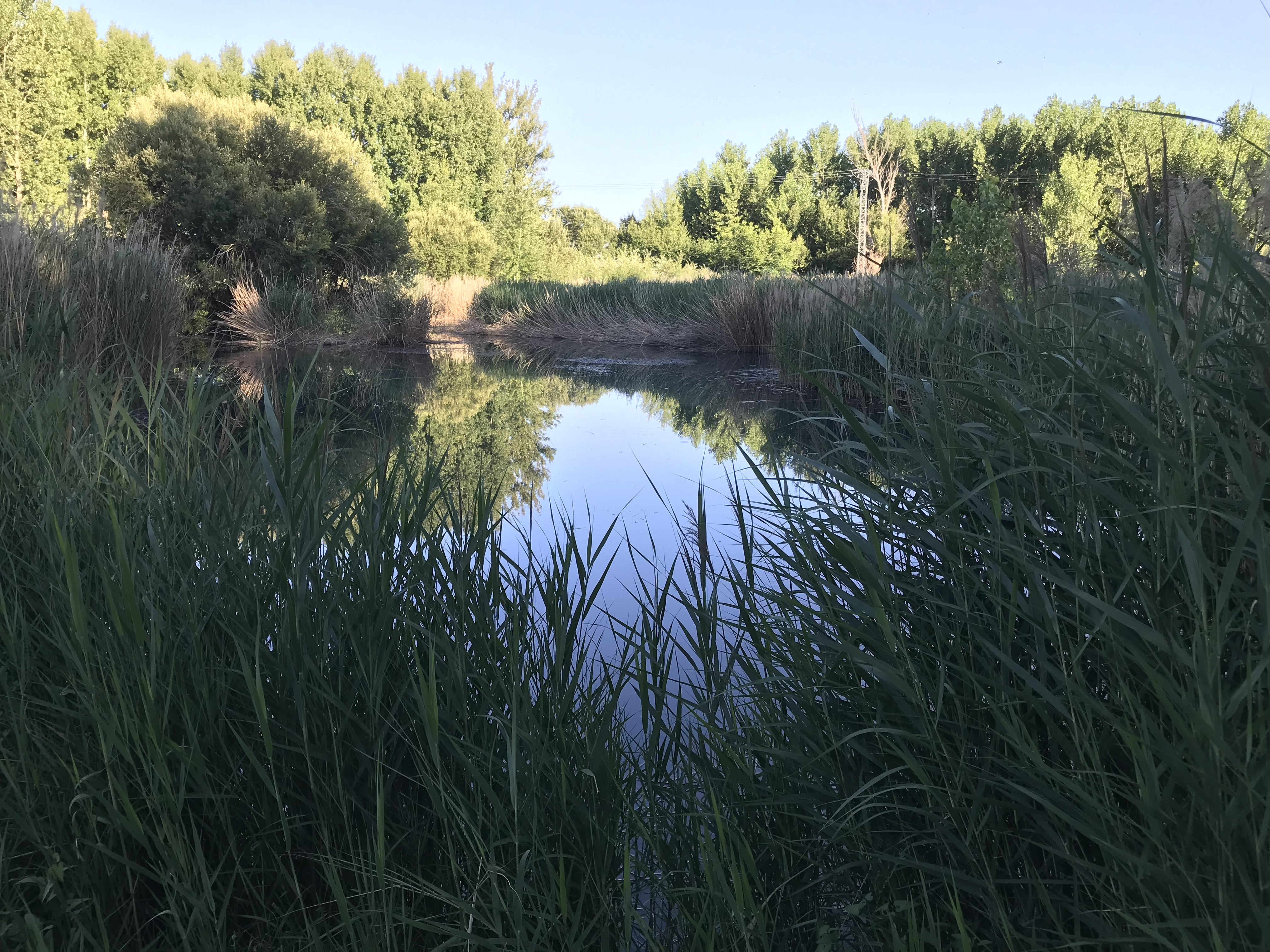
Manantial de los Ojos de Monreal en Monreal del Campo

### Desembocadura
El Jiloca desemboca en el río Jalón en el término municipal de Calatayud.

## Lugares de interés turístico
En el valle del Jiloca se encuentran localidades de gran interés turístico como Calamocha o Daroca. 
Otra de las atracciones turísticas del valle son los molinos y batanes, aunque la mayoría se encuentran actualmente en desuso.

## Pesca de la trucha

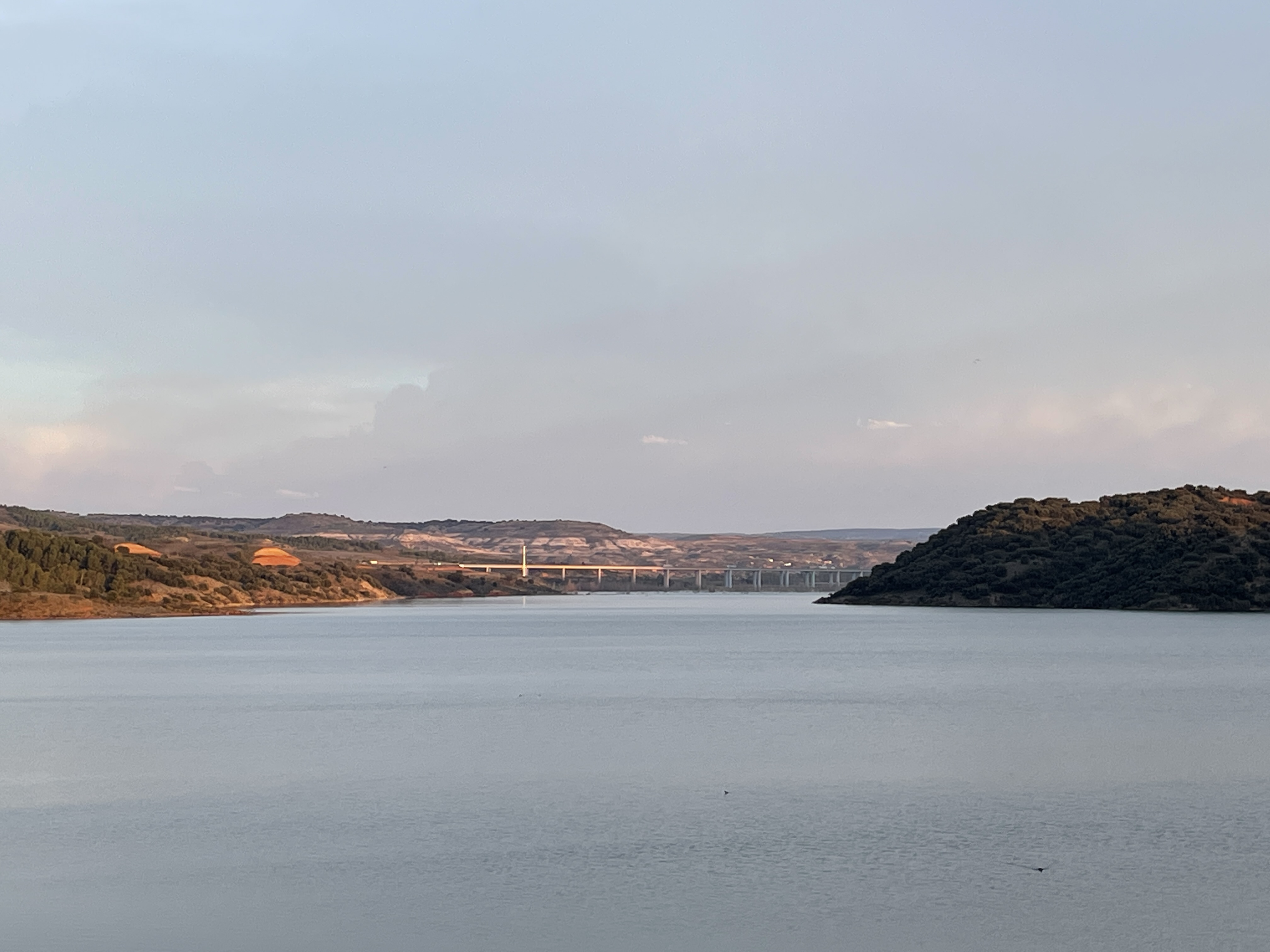
Embalse de Lechago

Ya en sus orígenes, a escasos metros de su nacimiento en la fuente de Cella, en los años 1960, se instaló una gran piscifactoría para la cría de truchas (trucha común y trucha arco iris). Las instalaciones tuvieron su apogeo en la década de los 1970, suministrando truchas tanto para el consumo humano como para la repoblación de muchos ríos españoles, especialmente ríos con cauces dentro de la comunidad autónoma de Aragón. Pero a mediados de los años 1980 llegaron las primeras grandes sequías del siglo XX, secando la fuente de Cella, y se tuvo que paralizar el funcionamiento y la producción de la piscifactoría. Aunque el pozo artesiano se recuperó años más tarde, las instalaciones del criadero permanecen físicamente en la actualidad, pero sin funcionamiento.
En el primer tramo del río Jiloca, desde Cella hasta Luco de Jiloca, es raro encontrar truchas en la actualidad. Las hubo hasta finales del siglo XX, pero debido a la contaminación, consecuencia del uso de pesticidas usados en la agricultura intensiva, y fundamentalmente al escaso e irregular caudal del río, especialmente en épocas estivales, la trucha en este tramo del río es prácticamente inexistente. Desde este último punto, aproximadamente junto a la desembocadura del río Pandrudo y el embalse de Lechago, hasta su desembocadura en el río Jalón en Calatayud, sí es habitual encontrar truchas, y de hecho, existen varios cotos de pesca deportiva en este recorrido, gestionados por el Instituto Aragonés de Gestión Ambiental del Gobierno de Aragón (INAGA). Para la práctica de la pesca deportiva de trucha en el río Jiloca es preceptivo poseer la correspondiente licencia de pesca, emitida por el INAGA para toda la comunidad autónoma de Aragón. La modalidad más extendida en toda la cuenca es la de captura y suelta, aunque existen cotos deportivos de modalidad extractiva.

## Pesca del cangrejo de río
Al contrario que con las truchas, el primer tramo del río Jiloca es especialmente prolífico para la pesca del cangrejo de río, especialmente a su paso por la zona del alto Jiloca, en poblaciones como Santa Eulalia del Campo, Torremocha de Jiloca, Alba, Torrelacárcel y Villafranca del Campo, aunque pueden pescarse en todo su cauce, desde su nacimiento en Cella, hasta su desembocadura en tierras bilbilitanas. Hasta los años 1980 podían pescarse cangrejos autóctonos, muy apreciados culinariamente en todo el mundo. En esa época se introdujo de forma fraudulenta el cangrejo rojo americano, mucho más grande en tamaño, pero sin ningún valor gastronómico, además de ser un crustáceo absolutamente depredador y de fácil y rápida reproducción. La llegada del cangrejo rojo americano supuso la rápida disminución de la población de cangrejos autóctonos, y también tuvo repercusión en la población de truchas en esta zona, por el carácter depredador de este animal de río.
En la actualidad el Gobierno de Aragón está repoblando de nuevo el río Jiloca con cangrejos autóctonos, y el cangrejo rojo americano ha sido declarado especie invasora, por lo que está permitida y fomentada la pesca deportiva sin límites de tamaño y cantidad de esta especie. Para la pesca deportiva del cangrejo autóctono existen cupos máximos de captura, así como tamaño mínimo de los ejemplares capturados. Para la práctica de la pesca deportiva del cangrejo de río en el río Jiloca es preceptivo poseer la correspondiente licencia de pesca, emitida por el INAGA para toda la comunidad autónoma. Para la pesca deportiva de cangrejo de río en el río Jiloca se debe utilizar como única arte de pesca permitida el botrino o retel. Está prohibida cualquier otra arte de pesca.